# Il silenzio (brano musicale)
Il silenzio è un brano strumentale di Nini Rosso – variazione del segnale del Silenzio –, suonato con la tromba e pubblicato nel 1964 come singolo in molteplici edizioni con differenti b side (vedi sotto) e, l'anno dopo, come traccia d'apertura dell'omonimo album (Durium, DRL.50011).
A dispetto di quanto si creda, il segnale del Silenzio non deriva dal Taps statunitense, bensì dai Colpi del silenzio dell'esercito del Regno di Sardegna, come testimoniato dal Regolamento di disciplina militare e di istruzione e servizio interno per la fanteria del 1859.

## Il brano

### Descrizione e classifiche
(Parte recitata del brano)
È la versione leggera del "Silenzio fuori ordinanza" – suonato nelle caserme – con la collaborazione del Mº Willy Brezza. Raggiunse il primo posto della hit parade, nel maggio 1965, per 3 settimane. Ebbe successo persino in Giappone, raggiungendo la cifra di 10 milioni di copie vendute. Fu inciso per caso: in un concerto al PalaEur di Roma di fronte a un pubblico militare, il trombettista Nini Rosso decise di eseguirlo con una malinconica parte recitata; nella quale descrive bene la solitudine del militare di leva che dà una romantica buonanotte alla sua fidanzata lontana, e l'accoglienza fu esplosiva. Il disco vendette 10 milioni di copie, con picchi di successo anche nel Nord-Europa e in Giappone, dove Rosso fece numerose tournée. In Germania raggiunse la prima posizione per 12 settimane e, in Austria, per 3; nelle Fiandre in Belgio, in Svizzera, in Australia e nei Paesi Bassi raggiunse la seconda posizione e, in Norvegia, la quarta.

### Usi
Il silenzio è l'inno ufficiale della squadra di calcio slovacca FC Spartak Trnava. È suonato prima di ogni partita casalinga.
Parte del brano viene usata anche in tutte le caserme italiane, per segnalare la fine della giornata. Ha lo stesso utilizzo nell'esercito ellenico.
La melodia viene suonata, molto spesso, anche ai funerali in Polonia, Slovenia e Croazia.
Il pezzo è stato adattato anche per accompagnare il testo di Day Is Done, Gone the Sun (lett. "La giornata è finita, il sole è tramontato"), cantata da Brownies & Guides. È possibile accedere a una versione su Day Is Done Vocal Arrangement of Taps.

#### Sigle televisive RAI
(Ultimo annuncio di ogni "signorina buonasera", tra il TG della notte e la sigla di chiusura dei programmi)
(Frase del cartello di interruzione notturna, tra la sigla di chiusura dei programmi e il monoscopio)
Dal 27 gennaio 1986 si pensava che, vista l'efficacia del brano – sia per il titolo che per la melodia –, esso stesso avrebbe potuto ben accompagnare la nuova sigla di fine trasmissioni RAI-TV, proprio in sostituzione delle Armonie del pianeta Saturno del Mº Roberto Lupi (1908 – 1971).

### Musicisti
- Nini Rosso – tromba, parlato
- Willy Brezza – arrangiamento, dir. d'orch. e coro

### Cover (lista parziale)
- 1964 – Roy Etzel Orchestra (singolo) pubblicato in Messico (Gamma, G 659), album Trompette d'or - Il silencio pubblicato in Francia (ABA, ABA 3176)
- 1965 – Marijan Domić e Vokalni Kvartet "Admira", EP Tišina (Jugoton – EPY-3555); compilation del 2008 Zvuk Šezdesetih 1964-1965 (Croatia – 2CD 5792475)
- 1965 – Willy Schobben (singolo) (Artone, 05 25.316) e album Greatest Hits! (Artone, POS 201), entrambi pubblicati nei Paesi Bassi
- 1965/'67 – Dalida (singolo) (Barclay, BRC 1003) pubblicato in Turchia, Brasile, Francia, Grecia, Germania e Canada, album Il silenzio (Barclay, 80.285 S) e Dalida (Barclay, SIB 30) pubblicati: il primo in Francia, Canada, Messico, Israele e Brasile, il secondo in Italia
- 1966 – Lola Novaković in serbo Tišina, testo di Ildi Ivanji (PGP RTB, EP 50194)
- 1979 – Santarosa (singolo) come Torna ritorna (Baby Records, BR 50205)[10] pubblicato in Italia e Germania, album Santarosa (Baby Records, BR 56005) pubblicato in Italia, Venezuela, Portogallo e Brasile

## Tracce

### 45 giri
Singolo 7" (Sprint, Sp. A 5544)
Lato A
1. Il silenzio – 3:03 (Trascriz.: Nini Rosso, Willy Brezza; edizioni musicali Peter Maurice/BIEM)

Lato B
1. Ho bisogno di te (dal film Crimine a due) – 2:54 (musica: Nini Rosso, Berto Pisano; edizioni musicali Duomo/Alfiere)

Singolo 7" (Sprint, Sp. A 5550)
Lato A
1. Il silenzio – 3:03 (Trascriz.: Nini Rosso, Willy Brezza; edizioni musicali Peter Maurice/BIEM)

Lato B
1. Via Caracciolo – 2:20 (musica: Willy Brezza; edizioni musicali Durium)

Singolo 7" (Sonet, T 7636)
Lato A
1. Il silenzio – 3:03 (Trascriz.: Nini Rosso, Willy Brezza; edizioni musicali Peter Maurice/BIEM)

Lato B
1. Clown – 2:15 (musica: Nini Rosso, Enrico Simonetti; edizioni musicali Welbeck/BIEM)

### Fonti
1. 1 2 3   Titolo, recensione e storia del brano, su Hit Parade Italia. URL consultato il 24 maggio 2024.
2. 1 2 3  Tranne una breve parentesi recitata.
3. ↑   Sardegna Regno : Fanteria, Regolamento di disciplina militare e di istruzione e servizio interno per la fanteria, F.lli Fodratti, 1859. URL consultato il 7 gennaio 2023.
4. ↑   Copia archiviata, su spartak.sk.. URL consultato il 13 luglio 2024 (archiviato dall'url originale il 29 maggio 2009).
5. ↑  The official website of FC Spartak Frnava (in slovacco)
6. ↑  The official site of the Italian armyArchiviato il 13 maggio 2013 in Internet Archive.
7. ↑   (EN) Day is Done Vocal Arrangement of Taps, su YouTube, 9 ottobre 2011. URL consultato il 13 luglio 2024.
8. ↑  Precisamente quando tacevano – da cui il titolo del brano –, cioè FINIVANO, le trasmissioni e ogni annunciatrice dava la buonanotte (più l'appuntamento al giorno dopo) ai telespettatori.
9. ↑   Roberto Lupi, "Armonie del pianeta Saturno" – Sigla di chiusura RAI 1954-1986, su YouTube, 11 novembre 2014. URL consultato il 24 maggio 2024.
10. ↑   Santarosa, "Torna, ritorna (Il silenzio)", su YouTube, 17 marzo 2013. URL consultato il 25 novembre 2024.

### Annotazioni
1. ↑  Pubblicato fuori dall'Italia.
2. ↑  Più l'orario di riapertura dei regolari programmi.
3. ↑  Accorciando il brano fino alla durata di quasi 2 minuti.